# Ioánnis Persákis
Ioánnis Persákis (en grec moderne : Ιωάννης Περσάκης), né en 1877 à Athènes et décédé en 1943, est un ancien athlète grec, médaillé olympique de bronze lors des Jeux olympiques d'été de 1896 à Athènes. 
Ioánnis Persákis dispute l'épreuve du triple saut, terminant troisième avec une meilleure marque de 12,52 mètres et il sera crédité de la médaille de bronze selon le classement postérieur établi par le Comité international olympique. En effet, en 1896, les troisièmes ne reçoivent aucune distinction.

## Palmarès

### Jeux olympiques d'été
- Jeux olympiques d'été de 1896 à Athènes
  -  Médaille de bronze sur le triple saut.